# Уайтхед, Дейвид
Дейвид Уайтхед (англ. David Whitehead, 1896—1992) — австралийский бригадир, участник двух мировых войн.
Дейвид Уайтхед родился в 1896 году в Лите (Шотландия). 1 сентября 1913 года поступил в Королевский военный колледж в Канберре (Австралия), из которого выпустился в офицерском звании 4 апреля 1916 года. После выпуска Уайтхед отправился во Францию в составе Австралийских имперских сил, где с апреля 1917 года командовал 23-й пулемётной ротой, а в июле 1918 года стал адъютантом 3-го пулемётного батальона. В сентябре 1918 года был награждён Военным крестом.
После возвращения в 1919 году в Австралию Уайтхед покинул военную службу, однако продолжал числиться в Гражданских военных силах, продвигаясь в которых по карьерной лестнице, в октябре 1937 года стал командиром 1-го пулемётного полка и получил звание подполковника.
После начала Второй мировой войны Уайтхед в марте 1940 года записался в Австралийские имперские силы. К сентябрю 1942 года он был повышен в звании до бригадира и принял командование 26-й бригадой, с которой участвовал в сражении при Эль-Аламейне.
В начале 1943 года Уайтхед вернулся с бригадой в Австралию. В сентябре 1943 года его бригада приняла участие в высадке в Лаэ, с октября 1943 по январь 1944 — в сражениях за полуостров Хуон. Затем бригада была возвращена в Австралию, где оставалась до 1945 года. В мае 1945 года 26-я бригада, достигшая со средствами усиления размеров дивизии, осуществила захват острова Таракан.
После войны Уайтхед оставил военную службу, продолжая числиться в Гражданских военных силах. С 1949 по 1952 годы он был советником генерал-губернатора Австралии, в марте-июне 1953 командовал контингентом Гражданских военных сил, присутствовавшим на церемонии коронации Елизаветы II. В 1954 году ушёл в отставку.
С 1945 по 1956 годы Дейвид Уайтхед работал менеджером в компании Royal Dutch Shell, с 1956 по 1961 года состоял в Conciliation and Arbitration Commission.